# Paul Oehmke
Paul Oehmke (* 6. Januar 1867 in Eichtal; † 20. Juni 1943 in Braunschweig) war ein deutscher Tierarzt.

## Leben
Paul Oehmke war der Sohn eines Gutsbesitzers. Zum Wintersemester 1884/85 begann er das Studium an der Tierarzneischule Berlin und wurde Mitglied des Corps Franconia Berlin. Zum Wintersemester 1886/87 wechselte er an die Königliche Central-Veterinär-Schule München; im Dezember 1888 erhielt er in Berlin die tierärztliche Approbation. Anschließend diente er als Einjährig-Freiwilliger bei den Ulanen. In der Folge war er praktischer Tierarzt in Spieka im Landkreis Wesermünde, Schlachthoftierarzt in Berlin, praktischer Tierarzt in Bad Segeberg und Schlachthoftierarzt in Braunschweig. 1892 legte er in Berlin das Kreistierarzt-Examen ab. Im Dezember 1896 wurde er an der Universität Basel zum Dr. phil. promoviert. Im September 1897 erfolgte seine Ernennung zum Kreistierarzt in Zielenzig und 1898 in Braunschweig. Im Mai 1900 wurde er zum Hof- und Kreistierarzt in Braunschweig ernannt (Braunschweig war damals ein Herzogtum). Am 1. Oktober 1910 wurde er zum Landestierarzt in Braunschweig berufen und 1916 zum Landesveterinärrat und vortragender Rat im braunschweigischen Ministerium ernannt. Am Ersten Weltkrieg nahm er als Generaloberveterinär der Landwehr und später Korpsveterinär teil. Im Dezember 1921 wurde er Oberregierungsrat im Braunschweigischen Staatsministerium und im Mai 1932 pensioniert.
Oehmke entwickelte eine Geburtssäge und ein verdecktes Messer vornehmlich zum Gebrauch bei Embryotomien. Die Tierärztliche Hochschule Hannover würdigte 1928 seine Verdienste um das Veterinärwesen mit der Ernennung zu ihrem Ehrenbürger.

## Schriften
- Anatomisch-physiologische Untersuchungen über den Nabelbeutel des Schweines. 1897.
- Zur Kenntniss einiger anatomischer und physiologischer Besonderheiten am äusseren Urogenitalapparat der männlichen Schweine, mit besonderer Berücksichtigung des Präputialbeutels derselben. 1897.
- mit Viktor Wrede: Recht und Unrecht im Pferde- und Viehhandel – Systematische Darstellung nach Reichsrecht mit tierärztlichen Erläuterungen. 1909.

## Auszeichnungen
Akademisch:
- Ehrenbürger der Tierärztlichen Hochschule Hannover, 1928

Militärisch:
- Eisernes Kreuz II. und I. Klasse
- Braunschweigisches Kriegsverdienstkreuz II. und I. Klasse
- Ritterkreuz des Ordens Heinrichs des Löwen
- Landwehrdienstauszeichnung